# Dattelpalmen
Die Dattelpalmen (Phoenix) sind eine Pflanzengattung innerhalb der Familie der Palmengewächse (Arecaceae). Kennzeichnend sind die zu Dornen umgewandelten unteren Blättchen der Fiederblätter. Die etwa 14 Arten gedeihen in der Alten Welt vorwiegend in trockenen Gebieten. Wirtschaftlich bedeutend sind die Früchte der Echten Dattelpalme (Phoenix dactylifera).

## Beschreibung

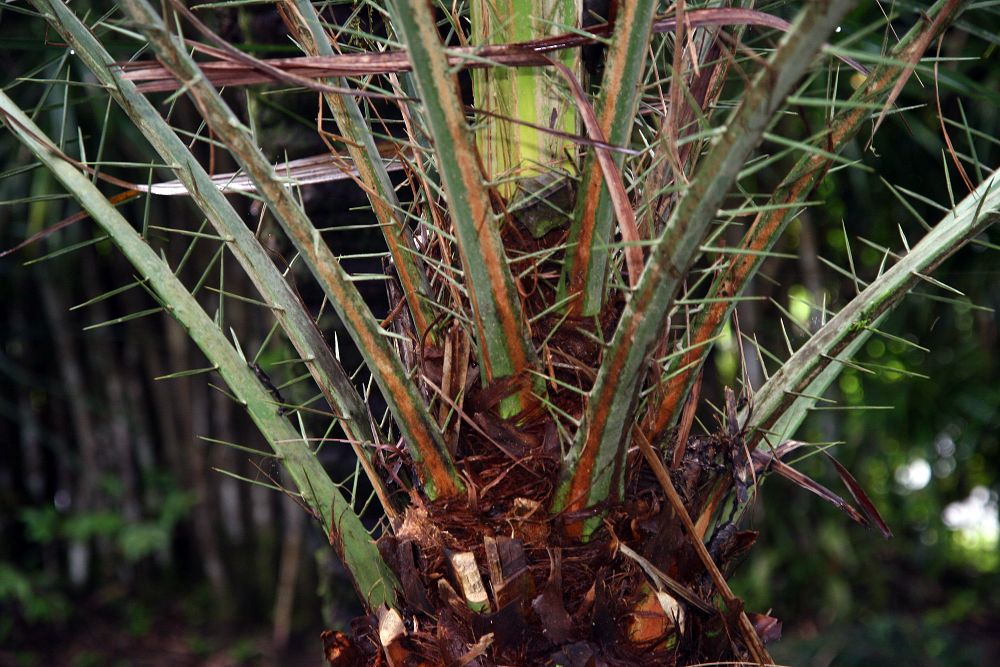
Dornen im unteren Bereich der Blattwedel der Klippen-Dattelpalme (Phoenix rupicola)

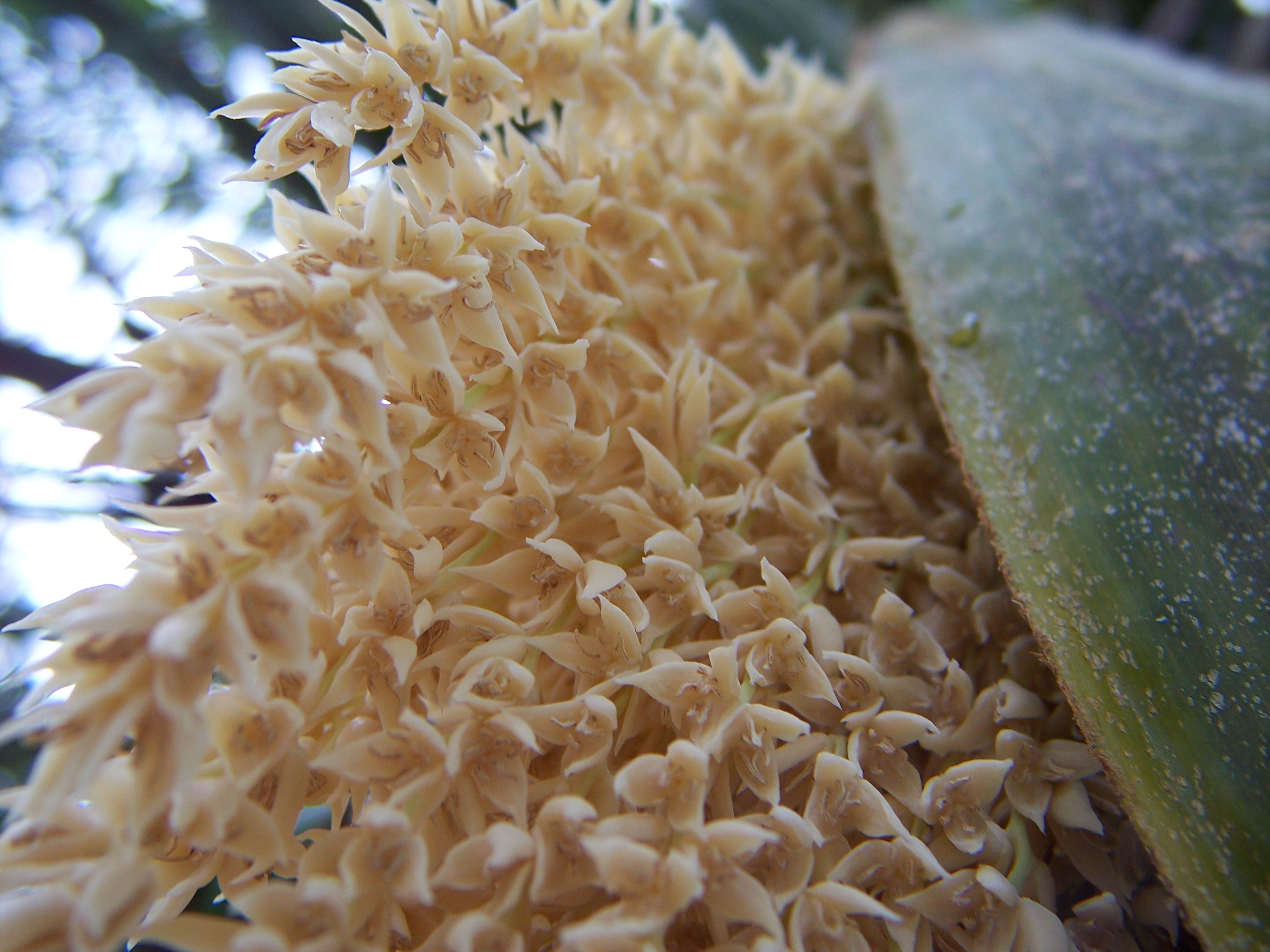
Männliche Blüten von Phoenix roebelinii

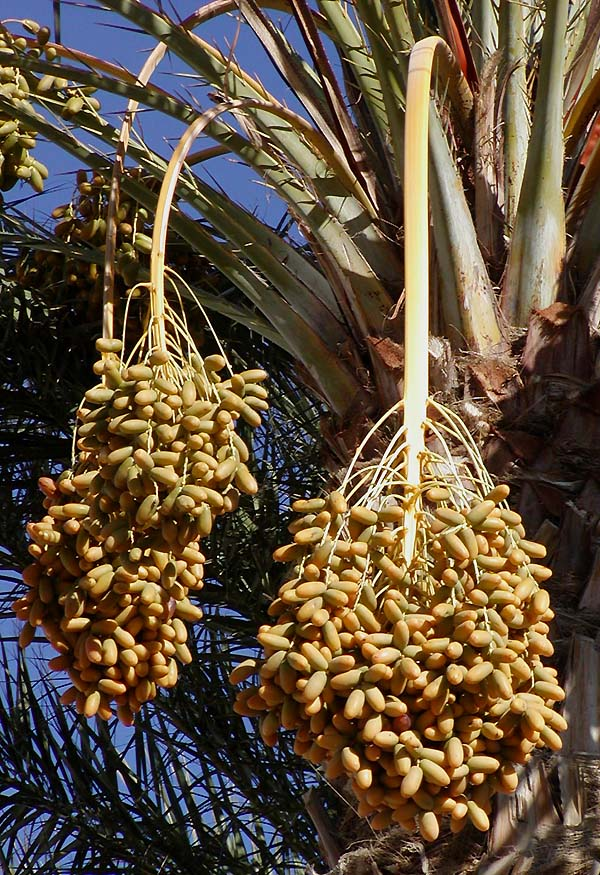
Fruchtstand von Phoenix dactylifera

### Erscheinungsbild und Stamm
Phoenix-Arten sind zwergwüchsige bis große, kriechende bis aufrechte, bewehrte Palmen. Sie sind einzel- oder mehrstämmig. Der Stamm ist häufig von den schraubig angeordneten Blattbasen eingehüllt.

### Blätter
Die Blätter sind induplikat (V-förmig gefaltet), gefiedert und verwelken vor dem Abfallen. Die Blattscheide bildet ein faseriges Netzwerk. Der Blattstiel ist sehr kurz oder auch gut entwickelt. An der Oberseite (adaxial) ist er gefurcht bis flach oder gerippt, die Unterseite (abaxial) ist abgerundet. Die Rhachis ist lang, allmählich verschmälert, adaxial rund oder flach. Sie endet mit einem Blättchen. Die Blättchen sind einfach gefaltet, spitz, stehen regelmäßig oder gruppiert. Die untersten sind zu Dornen umgewandelt und werden Akanthophylle genannt. Die Adern verlaufen parallel, die Mittelrippe ist an der Unterseite meist deutlich sichtbar. Die Blätter tragen häufig Schuppen, austreibende Blätter sind oft mit einem braunen, flockigen Indument und/oder mit Wachs versehen.

### Blütenstände
Phoenix-Arten sind zweihäusig getrenntgeschlechtig (diözisch). Die Blütenstände stehen zwischen den Blättern und sind einfach verzweigt. Männliche und weibliche Blütenstände sind einander ähnlich. Der Blütenstandsstiel ist abgeflacht, kurz bis lang. Bei weiblichen Blütenständen verlängert er sich häufig nach der Befruchtung der Blüten. Das Vorblatt ist häufig stabförmig, manchmal zweiklappig. Es ist zweikielig, kahl oder flockig behaart. Andere Hochblätter sind unauffällig. Die Blütenstandsachse ist abgeflacht und meist kürzer als der Stiel. Die Seitenachsen sind unverzweigt, zahlreich und stehen häufig in Gruppen schraubig entlang der Achse. An den Seitenachsen stehen schraubig angeordnet dreieckige Hochblätter, in deren Achsel je eine einzelne Blüte sitzt.

### Blüten
Die männlichen Blüten haben drei verwachsene Kelchblätter, die zu einem flachen Becher verwachsen sind. Die drei Kronblätter sind spitz oder abgerundet und wesentlich länger als der Kelch. Es gibt meist sechs Staubblätter, seltener drei oder neun. Ihre Staubfäden sind kurz, aufrecht, die Antheren sind gerade und öffnen sich seitlich (latrors). Ein Stempelrudiment fehlt oder besteht aus drei abortiven Fruchtblättern oder ist ein kleiner, dreilappiger Rest. Die Pollenkörner sind ellipsoidisch, bisymmetrisch oder auch leicht asymmetrisch. Die Keimöffnung ist ein distaler Sulcus. Die längste Achse ist 17 bis 30 Mikrometer lang.
Die weiblichen Blüten sind kugelig. Die drei Kelchblätter sind zu einem dreilappigen Becher verwachsen. Die Kronblätter überlappen einander, sind deutlich genervt und mindestens doppelt so lang wie der Kelch. Es gibt meist sechs Staminodien. Die drei Fruchtblätter sind nicht miteinander verwachsen. Sie sind eiförmig und enden in einer kurzen Narbe. Die Samenanlage ist adaxial an der Basis des Fruchtblattes befestigt und ist anatrop.

### Früchte und Samen
Die Frucht entwickelt sich meist nur aus einem Fruchtblatt. Sie ist eine eiförmige bis längliche Beere, die Narbe bleibt apikal erhalten. Das Exokarp ist glatt, das Mesokarp fleischig und das Endokarp häutig. Der Samen ist länglich, das Endosperm ist homogen, nur selten gefurcht (bei Phoenix andamanensis). Das Primärblatt ist ungeteilt und schmal lanzettlich.

### Chromosomensätze
Die Chromosomenzahl beträgt 2n = 32 oder 36.

## Vorkommen
Die Gattung ist von den atlantischen Inseln vor Afrika über ganz Afrika einschließlich Madagaskar, auf Kreta und von der Süd-Türkei über den Nahen und Mittleren Osten, Indien bis nach Hongkong, Taiwan, die nördlichen Philippinen, im Südosten bis zur Malaiischen Halbinsel und Nord-Sumatra verbreitet.
Die meisten Arten wachsen in semiariden Gebieten, allerdings immer in der Nähe von Wasserläufen, Oasen oder genügend Grundwasser. Einige Arten wachsen in Gebieten des tropischen Monsuns. Phoenix paludosa wächst am landseitigen Rand von Mangrovenwäldern. Phoenix roebelenii ist ein Rheophyt am Mekong, wächst also in Fließgewässern.

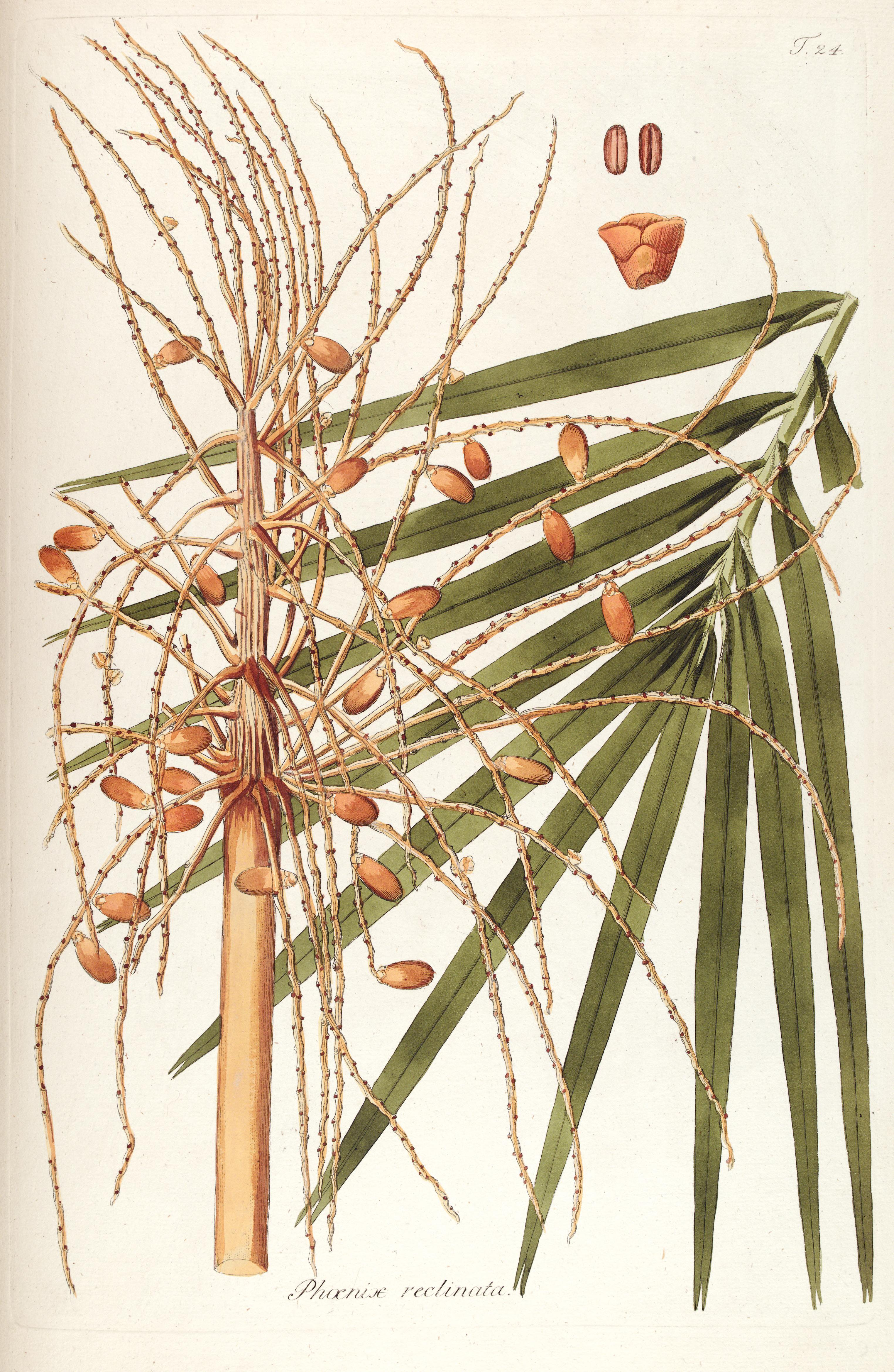
Illustration aus Fragmenta botanica, figuris coloratis illustrata, Tafel 24 der Senegalesischen Dattelpalme (Phoenix reclinata)

## Systematik
Die Gattung Phoenix wurde 1753 durch Carl von Linné in Species Plantarum, Tomus II, Seite 1188 und 1754 in Genera Plantarum ..., 5. Auflage aufgestellt. Der Gattungsname Phoenix ist die latinisierte Schreibweise des altgriechischen Namens für Dattelpalme bzw. Palme allgemein. Der Name ist Bestandteil etlicher weiterer Gattungsnamen von Palmen.
Die Gattung Phoenix L. bildet alleine die Tribus Phoeniceae innerhalb der Unterfamilie Coryphoideae. Ihre Schwestergruppe ist nicht gesichert, verschiedene Arbeiten weisen auf eine enge Verwandtschaft mit den Triben Trachycarpeae, Sabaleae und Cryosophileae hin.
Es gibt etwa 14 Arten:
- Phoenix acaulis Roxb.: Die Heimat ist der Himalaja bis Assam.
- Phoenix andamanensis S.Barrow: Sie kommt nur auf den Andamanen vor.
- Phoenix atlantica A.Chev.: Die Heimat dieser unklaren Art[2] sind die Kapverden.
- Phoenix caespitosa Chiov.: Die Heimat ist die südliche Arabische Halbinsel, Dschibuti und das nördliche Somalia.
- Kanarische Dattelpalme (Phoenix canariensis H.Wildpret): Sie kommt nur auf den Kanaren vor.
- Echte Dattelpalme (Phoenix dactylifera L.): Die Heimat ist die Arabische Halbinsel bis zum südlichen Pakistan, doch wird diese Art weltweit in Gebieten mit ähnlichem Klima kultiviert.
- Phoenix loureiroi Kunth: Das Verbreitungsgebiet reicht von Indien bis zum südlichen China und den Philippinen.
- Mangroven-Dattelpalme (Phoenix paludosa Roxb.): Das Verbreitungsgebiet reicht von Indien bis Sumatra.
- Ceylon-Dattelpalme (Phoenix pusilla Gaertn.): Die Heimat ist das südliche Indien und Sri Lanka.
- Senegalesische Dattelpalme (Phoenix reclinata Jacq.): Das ursprüngliche Verbreitungsgebiet umfasst Afrika, die Komoren, Madagaskar und die südwestliche Arabische Halbinsel.
- Zwerg-Dattelpalme (Phoenix roebelenii O’Brien): Das Verbreitungsgebiet reicht vom nördlichen Indochina bis Yunnan.
- Klippen-Dattelpalme (Phoenix rupicola T.Anderson): Die Heimat ist der östliche Himalaja bis Assam.
- Silber-Dattelpalme (Phoenix sylvestris (L.) Roxb.): Das Verbreitungsgebiet reicht von Indien bis Myanmar.
- Kretische Dattelpalme (Phoenix theophrasti Greuter): Sie kommt nur auf Kreta und der südwestlichen Türkei vor.[2]

## UNESCO-Kulturerbe
2022 wurde Das Wissen, die Traditionen und Bräuche rund um die Dattelpalme, gemeint ist die Echte Dattelpalme (Phoenix dactylifera L.) in den Ländern Ägypten, Bahrein, Irak, Jemen, Jordanien, Katar, Kuwait, Marokko, Mauretanien, Oman, Palästina, Saudi-Arabien, Sudan, Tunesien und Vereinigte Arabische Emirate von der UNESCO in die Repräsentative Liste des immateriellen Kulturerbes der Menschheit aufgenommen.